# قعطبة (الضالع)
قعطبه هي إحدى قرى الجمهورية اليمنية. تتبع جغرافيا لمحافظة الضالع و إداريًا لمديرية قعطبة. يبلغ تعداد سكانها 12728 نسمة حسب الإحصاء الذي أجري عام 2004.